# 圣樊尚德迪尔福
圣樊尚德迪尔福（法語：Saint-Vincent-de-Durfort，法語發音：[sɛ̃ vɛ̃sɑ̃ də dyʁfɔʁ]）是法国阿尔代什省的一个市镇，位于该省东部，属于普里瓦区。

## 地理
圣樊尚德迪尔福（44°48'19"N, 4°38'38"E）面积12.52 平方千米，位于法国奥弗涅-罗讷-阿尔卑斯大区阿尔代什省，该省份为法国东南部内陆省份，北起顺时针与卢瓦尔省、伊泽尔省、德龙省、沃克吕兹省、加尔省、洛泽尔省和上盧瓦爾省接壤。
与圣樊尚德迪尔福接壤的市镇（或旧市镇、城区）包括：埃里约河畔迪尼耶尔、弗拉维亚克、利亚斯、埃里约河畔莱索利耶尔、普朗勒、圣谢尔热拉塞尔、埃里约河畔圣福蒂纳、圣于连昂圣阿尔邦。

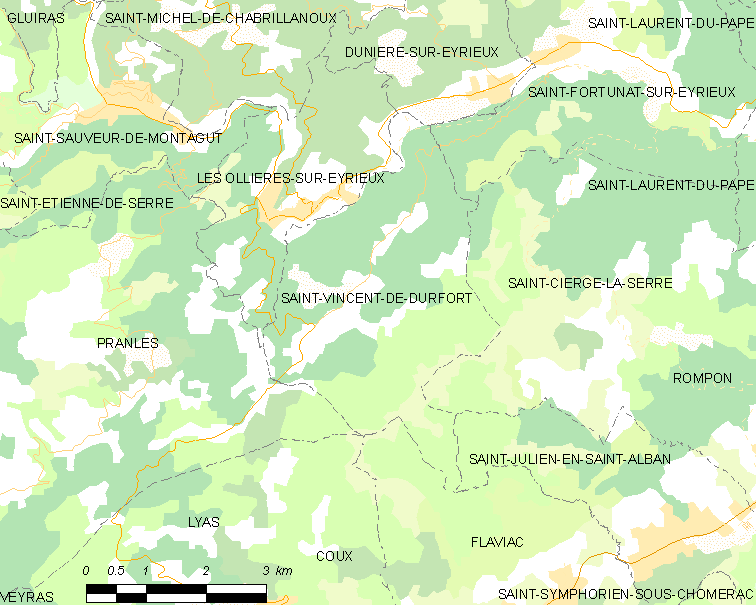
圣樊尚德迪尔福的OSM定位图

圣樊尚德迪尔福的时区为UTC+01:00、UTC+02:00（夏令时）。

## 行政
圣樊尚德迪尔福的邮政编码为07360，INSEE市镇编码为07303。

## 政治
圣樊尚德迪尔福所属的省级选区为上埃里约县。

## 人口

1962-2008年间圣樊尚德迪尔福人口变化图示

圣樊尚德迪尔福于2022年1月1日时的人口数量为272人。